# Hazmburk
Hazmburk (z niem. Hasenburg – zajęczy gród), zwany także Házmburk lub Klapý od nazwy pobliskiej wioski – samotna, bazaltowa góra w północnych Czechach, w okresie litomierzyckim, niedaleko miasta Libochovice i góry Říp. Jej wysokość wynosi 418 m n.p.m. Na szczycie góry znajdują się ruiny zamku o tej samej nazwie.
Pierwsze ślady człowieka na górze pochodzą z epoki miedzi. W epoce żelaza na Hazmburku istniał gród. Zamek został prawdopodobnie wybudowany w XIII wieku. W 1335 roku jako Klapý został sprzedany wraz z okolicznymi włościami przez Jana Luksemburskiego. Jego nowym właścicielem został Zbyněk Zajíc z Valdeka, który to przemianował Klapý na Hazmburk (od własnego imienia).
Podczas wojen husyckich zamek był po stronie katolików. Husyckie wojska Jana Žižki przeprowadziły trzy nieudane próby zdobycia grodu: w 1424, 1429 i 1431 roku. Uległ dopiero w 1469 pod naporem wojsk Jerzego z Podiebradów. Od tamtej pory Zajícowie przenieśli się do Budyně nad Ohří, a zamek stopniowo popadał w ruinę. Przez kolejne stulecia zamek wielokrotnie zmieniał właścicieli. Procesy osuwiskowe w XVIII i XIX wieku poważnie uszkodziły budowlę.
W latach swojej świetności Hazmburk miał długość 150, a szerokość 30 metrów. Najbardziej charakterystyczne są jednak dwie wieże. Zwieńczona blankami Wieża Biała (Bílá Věž) o kwadratowej podstawie ma wysokość 26 metrów. Tylko o metr niższa jest owalna Czarna Wieża (Černá Věž) zbudowana z brył bazaltu. Jej średnica wynosi 9 metrów. Od 1996 roku zamek wraz z tarasem widokowym na Białej Wieży udostępniony jest turystom do zwiedzania przez cały rok.

## Turystyka

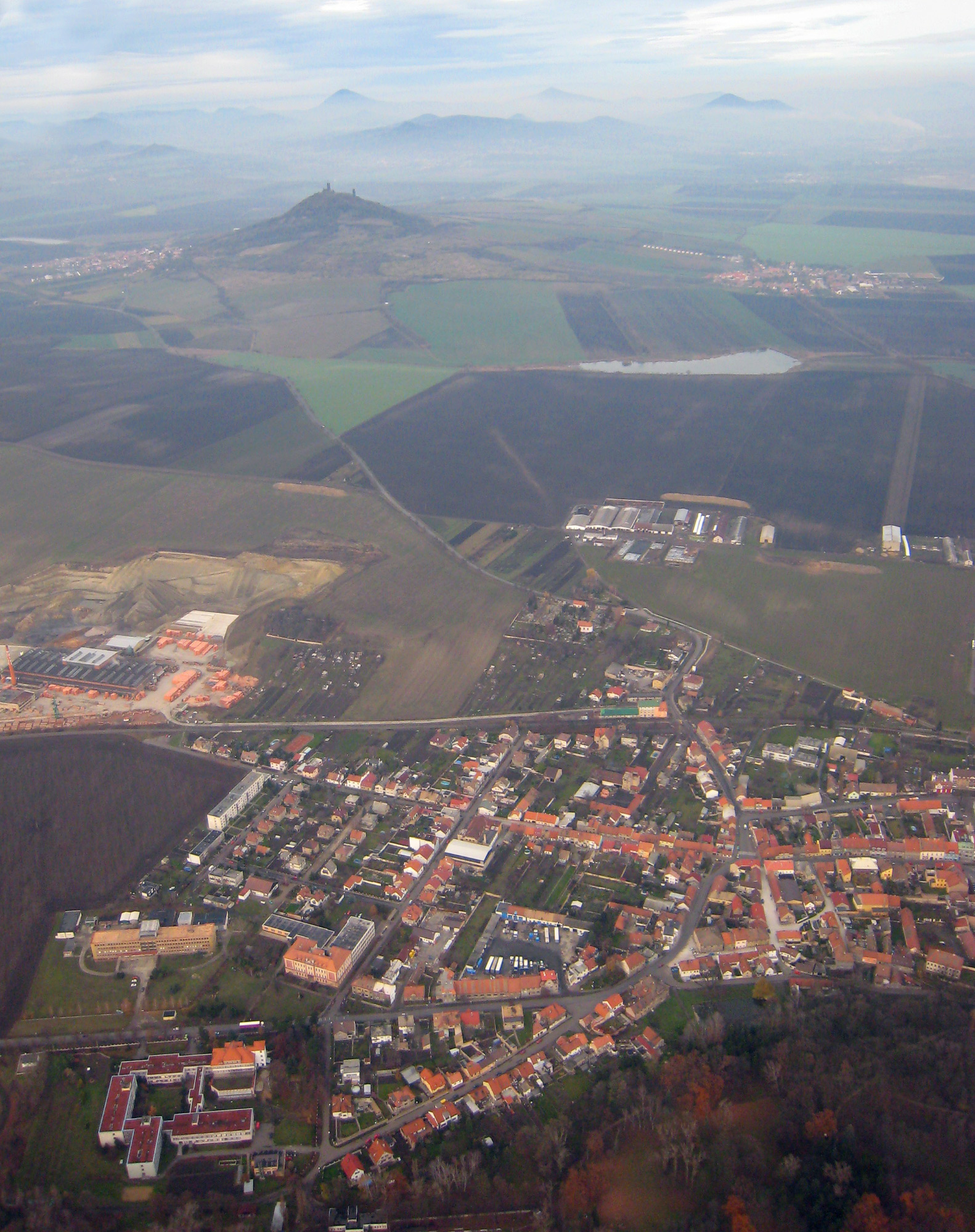
Libochovice – Hazmburk – Sedlec – Chodovlice – Třebenice
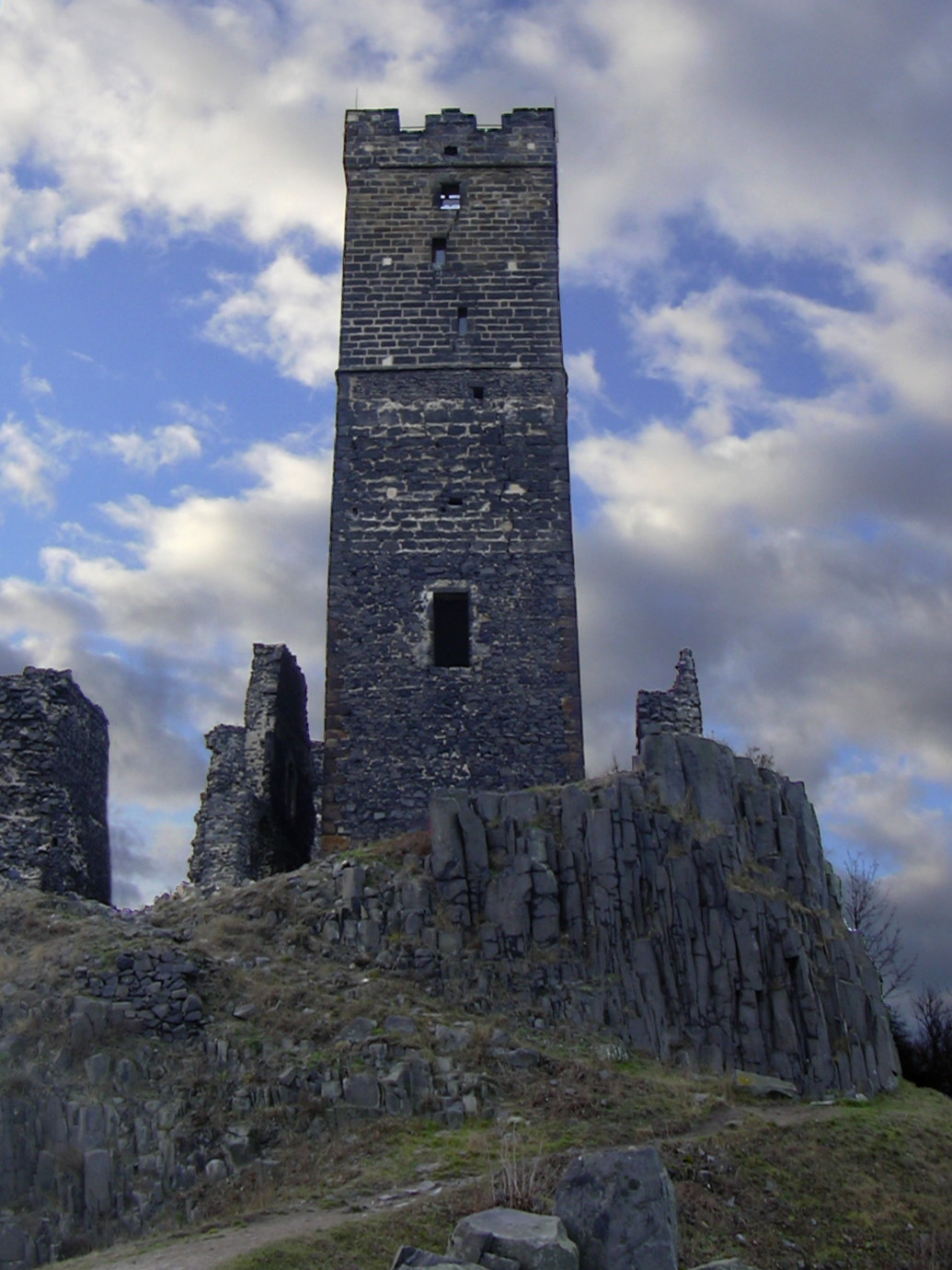
Biała Wieża
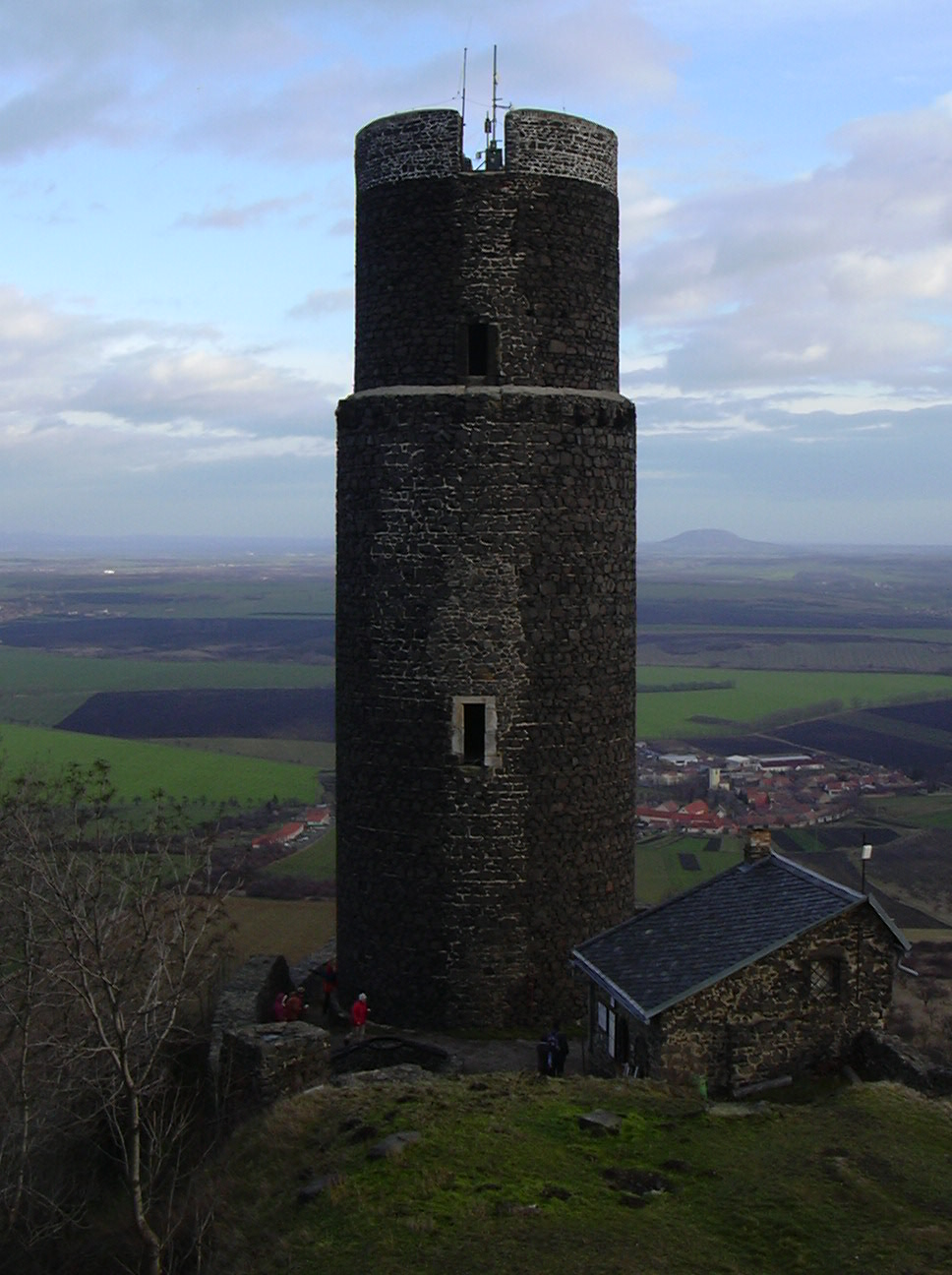
Czarna Wieża

- Klapý – Hazmburk